# Christine Manie
Christine Patiance Manie (Yaoundé, 1984. május 5. –) kameruni női válogatott labdarúgó. Franciaországban az FF Yzeure együttesében szerepel.

## Pályafutása

### Klubcsapatokban
A Canon Yaoundé csapatánál kezdte karrierjét hazája bajnokságában.
2009-ben a ZsFK Minszk gárdájához került és egy kupagyőzelmet szerzett Fehéroroszországban.
A Negrea Reşiţa egy szezon erejéig alkalmazta, majd a Olimpia Cluj együttesénél négy évet húzott le és négy bajnoki címe mellé két kupagyőzelemmel gazdagodott hatéves romániai időszaka alatt.
2016-ban a francia másodosztályú Nancy-hoz tette át székhelyét, ahol szintén négy évadon keresztül számíthattak rá.
2020. július 1-jén igazolt az Yzeure együtteséhez.

### A válogatottban
2008 óta szerepel hazája válogatottjában, akikkel részt vett a 2012-es olimpián, a 2015-ös és a 2019-es világbajnokságon.
Az Afrikai Nemzetek Kupáján két ezüst- és két bronzérmet szerzett.
A 2010-es olimpiai selejtezőn és a 2015-ös vb selejtezőn is betalált az utolsó fordulóban, melyekkel Kamerun első alkalommal vívta ki részvételét mindkét nemzetközi versenyre.

## Sikerei, díjai

### Klubcsapatokban
Fehérorosz kupagyőztes (1):
- ZsFK Minszk (1): 2010–11

 Román bajnok (4):
- Olimpia Cluj (4): 2012–2013, 2013–14, 2014–2015, 2015–16

 Román kupagyőztes (2):
- Olimpia Cluj (2): 2013–14, 2014–2015

### A válogatottban
Kamerun
- Afrikai Nemzetek Kupája ezüstérmes: 2014, 2016
- Afrikai Nemzetek Kupája bronzérmes: 2012, 2018